# Condado de Wakulla
El condado de Wakulla es un condado ubicado en el estado de Florida. En 2000, su población era de 22 863 habitantes. Su sede está en Crawfordville.

## Historia
El Condado de Wakulla fue creado en 1843. Probablemente su nombre proviene de una palabra de la lengua del pueblo aborigen timucuan que significa fuente de agua o agua misteriosa.

## Demografía
Según el censo de 2000, el condado cuenta con 22 863 habitantes, 8450 hogares y 6236 familias residentes. La densidad de población es de 15 hab/km² (38 hab/mi²). Hay 9820 unidades habitacionales con una densidad promedio de 6 u.a./km² (16 u.a./mi²). La composición racial de la población del condado es 86,10% Blanca, 11,51% Afroamericana o Negra, 0,59% Nativa americana, 0,25% Asiática, 0,03% De las islas del Pacífico, 0,29% de Otros orígenes y 1,23% de dos o más razas. El 1,94% de la población es de origen Hispano o Latino cualquiera sea su raza de origen.
De los 8450 hogares, en el 35,60% de ellos viven menores de edad, 57,10% están formados por  parejas casadas que viven juntas, 12,40% son llevados por una mujer sin esposo presente y 26,20% no son familias. El 22,00% de todos los hogares están formados por una sola persona y 7,00% de ellos incluyen a una persona de más de 65 años. El promedio de habitantes por hogar es de 2,57 y el tamaño promedio de las familias es de 2,99 personas.
El 25,60% de la población del condado tiene menos de 18 años, el 7,60% tiene entre 18 y 24 años, el 31,70% tiene entre 25 y 44 años, el 24,70% tiene entre 45 y 64 años y el 10,30% tiene más de 65 años de edad. La mediana de la edad es de 37 años. Por cada 100 mujeres hay 107,30 hombres y por cada 100 mujeres de más de 18 años hay 106,80 hombres.
La renta media de un hogar del condado es de $37 149, y la renta media de una familia es de $42 222. Los hombres ganan en promedio $29 845 contra $24 330 para las mujeres. La renta per cápita en el condado es de $17 678. El 11,30% de la población y 9,30% de las familias reciben rentas por debajo del nivel de pobreza. De la población total bajo el nivel de pobreza, el 15,40% son menores de 18 y el 15,10% son mayores de 65 años.

## Ciudades y pueblos
- Crawfordville (no incorporada como municipalidad)
- Sopchoppy
- St. Marks